# Canthydrus blanditus
Canthydrus blanditus is een keversoort uit de familie diksprietwaterkevers (Noteridae). De wetenschappelijke naam van de soort werd in 1959 gepubliceerd door Félix Guignot.